# Did It On’em
«Did It on’em» — песня американской рэперши Ники Минаж с её дебютного студийного альбома Pink Friday. Песня была выпущена в качестве сингла с альбома на территории США 7 апреля 2011 года.
Песня пользовалась умеренным коммерческим успехом, достигнув 49-й позиции в чарте США Billboard Hot 100, 4-й позиции в соответствующем рейтинге рэп-песен и 3-й позиции в смешанном чарте R&B/хип-хоп песен.

## История
Песню написала Минаж в соавторстве с Shondrae Crawford (также, продюсер трека), J. Ellington, Safaree Samuels. Песня является жёстким хип-хоп треком, с массивным битом и агрессивной лирикой. Песня получила сравнение с другими треками Ники для её микстейпов. Лирически, Минаж читает о том, что она превосходит своих конкуренток и победила в их «соревновании».
Песня получила положительные отзывы от критиков.
Минаж неоднократно исполняла песню в своих турах.

## Видеоклип
Видеоклип для сингла был выпущен 27 мая 2011 года на веб сайте Ники эксклюзивно для фанатов, а позже состоялась мировая премьера. Режиссёром клипа стал DJ Scoob Doo. Видео состоит из нарезок тура рэпера Лила Уэйна I Am Music II Tour, с участием Минаж. В клипе также присутствуют закулисные видео с Уэйном, Дрейком, а также фото со съёмок различных фотосессий Минаж. По словам Минаж, этот клип был выпущен как благодарность для фанатов, которые поддерживали её в туре.

## Чарты
| Чарт (2011)                           | Высшая позиция |
| ------------------------------------- | -------------- |
| США (Billboard Hot 100)               | 49             |
| США (Billboard Hot R&B/Hip-Hop Songs) | 3              |
| США (Billboard Hot Rap Songs)         | 4              |

## Сертификации
| Регион                                                       | Сертификация | Продажи  |
| ------------------------------------------------------------ | ------------ | -------- |
| США (RIAA)                                                   | Золотой      | 500 000* |
| * Данные о продажах приведены только на основе сертификации. |              |          |

## История релиза
| Страна | Дата               | Формат        |
| ------ | ------------------ | ------------- |
| США    | 7 апреля 2011 года | Urban airplay |